# Manuel Micheltorena
El general brigadier Manuel Micheltorena (8 de junio de 1804 -7 de septiembre de 1853) fue un militar, general adjunto en el norte mexicano, gobernador, Comandante general e Inspector del Departamento de California. 
Recibió estos cargos del presidente de México, Antonio López de Santa Anna y fungió como gobernador del 30 de diciembre de 1842 hasta su salida en 1845. Micheltorena fue un factor importante cuando se privatizaron las tierras en California. Estuvo inmerso en una fuerte oposición contra los californios. Dirigió un grupo de soldados compuestos por criminales de clase baja que eran conocidos como cholos. Sin embargo sus fuerzas resultaron insuficientes durante la batalla de Providencia contra Juan Bautista Alvarado y José Castro en febrero de 1845. Siendo sustituido por Pío Pico.
También combatió a los indígenas mayas insurrectos durante la guerra de Castas en Yucatán, nombrado por el presidente Santa Anna para encabezar ese combate el año de 1851.